# 本町 (朝霞市)
本町（ほんちょう）は、埼玉県朝霞市の町名。現行行政地名は本町一丁目から三丁目。郵便番号は351-0011。

## 地理
埼玉県朝霞市南部に位置する。朝霞駅西口一帯で、膝折町時代からの中心市街地。

### 地価
住宅地の地価は2017年（平成29年）1月1日の公示地価によれば本町3-5-8の地点で30万4000円/m2となっている。

## 歴史
- 1970年（昭和45年） - 住居表示実施に伴い、大字溝沼・膝折・岡の各一部から本町一丁目〜三丁目が成立[4]。成立時の人口は一丁目2,224人、二丁目3,894人、三丁目693人。
- 1977年（昭和52年）5月5日 - 境界変更の実施により、大字溝沼の一部を本町一丁目に編入[4][5][6]。
- 2004年（平成16年）11月7日 - 大字溝沼の一部（朝霞郵便局や朝霞税務署がある一帯）が本町一丁目、二丁目に編入。

## 世帯数と人口
2017年（平成29年）10月1日現在の世帯数と人口は以下の通りである。
| 丁目       | 世帯数    | 人口     |
| ---------- | --------- | -------- |
| 本町一丁目 | 3,142世帯 | 6,754人  |
| 本町二丁目 | 2,870世帯 | 5,434人  |
| 本町三丁目 | 679世帯   | 1,522人  |
| 計         | 6,691世帯 | 13,710人 |

## 小・中学校の学区
市立小・中学校に通う場合、学区は以下の通りとなる。
| 丁目       | 番地                                 | 小学校                 | 中学校                 |
| ---------- | ------------------------------------ | ---------------------- | ---------------------- |
| 本町一丁目 | 1〜6番 7番6号～25号                  | 朝霞市立朝霞第四小学校 | 朝霞市立朝霞第一中学校 |
| 本町一丁目 | その他                               | 朝霞市立朝霞第六小学校 | 朝霞市立朝霞第一中学校 |
| 本町二丁目 | 5〜12番 13番1号〜37号・52号 14〜27番 | 朝霞市立朝霞第六小学校 | 朝霞市立朝霞第一中学校 |
| 本町二丁目 | その他                               | 朝霞市立朝霞第八小学校 | 朝霞市立朝霞第四中学校 |
| 本町三丁目 | 全域                                 | 朝霞市立朝霞第八小学校 | 朝霞市立朝霞第四中学校 |

## 交通

### 道路
- 埼玉県道79号
- 公園通り
- 城山通り

## 施設
1丁目
- 朝霞市役所
- 朝霞税務署
- ハローワーク朝霞
- 朝霞市民会館（ゆめぱれす）
- 朝霞市立第六小学校
- 本町保育園
- 二本松公園
- 中道公園

2丁目
- 朝霞郵便局
- 朝霞本町郵便局
- 富士見町内会館
- 出雲大社埼玉分院
- ほんちょう児童館
- あかね公園

3丁目
- 広沢公園
- 南の風公園